# 1992年バルセロナオリンピックのEUN選手団
1992年バルセロナオリンピックのEUN選手団（1992ねんバルセロナオリンピックのEUNせんしゅだん）は、1992年7月25日から8月9日にかけてスペインのカタルーニャ州バルセロナで開催された1992年バルセロナオリンピックのEUN選手団、およびその競技結果。

## 概要
今大会は金メダル45個、銀メダル38個、銅メダル29個の合計112個のメダルを獲得した。
選手団は、アゼルバイジャン、アルメニア、ウクライナ、ウズベキスタン、カザフスタン、キルギスタン、グルジア、タジキスタン、トルクメニスタン、ベラルーシ、モルドバ、ロシアの12カ国の選手で構成された。
団体種目の表彰式では五輪旗とオリンピック賛歌が使われたが、個人種目の表彰式では各国の国旗および国歌が用いられた。開会式では五輪旗と12カ国の国旗が使用された。金メダル45個、銀メダル38個、銅メダル29個で全て最多獲得数であり、合計112個のメダルを獲得した。

## メダル
| メダル | 選手名 | 競技             | 種目                              |
| ------ | --- | ---------------- | --------------------------------- |
| 金     | エレーナ・ロマノワ ( ロシア) | 陸上             | 女子3000 m                        |
| 金     | アンドレイ・ペルロフ ( ロシア) | 陸上             | 男子50 km競歩                     |
| 金     | ワレンティナ・エゴロワ ( ロシア) | 陸上             | 女子マラソン                      |
| 金     | アンドレイ・アブドゥバリエフ ( タジキスタン) | 陸上             | 男子ハンマー投げ                  |
| 金     | マクシム・タラソフ ( ロシア) | 陸上             | 男子棒高跳                        |
| 金     | スベトラーナ・クリベリョワ ( ロシア) | 陸上             | 女子砲丸投げ                      |
| 金     | オルガ・ブリズギナ ( ウクライナ) リュドミラ・ジガロワ ( ウクライナ) オルガ・ナザロワ ( ロシア) エレーナ・ルジナ ( ロシア) | 陸上             | 女子4×400 mリレー                 |
| 金     | エレーナ・ジルコ ( ウクライナ) エレーナ・バラノワ ( ロシア) イリーナ・ゲルリツ ( カザフスタン) エレーナ・トルニキドウ ( ウズベキスタン) エレーナ・チバイボビッチ ( ベラルーシ) マリナ・トカチェンコ ( ウクライナ) イリーナ・ミンフ ( ロシア) エレーナ・ホーダチョワ ( ロシア) イリーナ・ソウニコワ ( ロシア) エレン・シャキロワ ( ロシア) ナタリア・ザスルスカヤ ( ロシア) スベトラーナ・ザボローエワ ( ロシア)             | バスケットボール | 女子                              |
| 金     | ドミトリー・ドフガレノック ( ベラルーシ) アレクサンドル・マセイコフ ( ベラルーシ) | カヌー           | 男子カナディアンペア500 m         |
| 金     | グレゴリー・キリエンコ ロシア アレクサンドル・シルショフ ロシア ヘオリー・ポホソフ ( ウクライナ) ワジム・グーツァイト ( ウクライナ) スタニスラフ・ポズニャコフ ( ロシア) | フェンシング     | 男子サーブル団体                  |
| 金     | タチアナ・グツー ( ウクライナ) | 体操             | 女子個人総合                      |
| 金     | ビタリー・シェルボ ( ベラルーシ) | 体操             | 男子個人総合                      |
| 金     | ビタリー・シェルボ ( ベラルーシ) | 体操             | 男子あん馬                        |
| 金     | ビタリー・シェルボ ( ベラルーシ) | 体操             | 男子跳馬                          |
| 金     | ビタリー・シェルボ ( ベラルーシ) | 体操             | 男子つり輪                        |
| 金     | ビタリー・シェルボ ( ベラルーシ) | 体操             | 男子平行棒                        |
| 金     | タチアナ・リセンコ ( ウクライナ) | 体操             | 女子平均台                        |
| 金     | アレクサンドラ・ティモシェンコ ( ウクライナ) | 新体操           | 女子個人総合                      |
| 金     | ワレリー・ベレンキ ( アゼルバイジャン) イゴール・コロブチンスキー ( ウクライナ) グリゴリー・ミシューチン ( ウクライナ) ラスタム・シャリポフ ( ウクライナ) ビタリー・シェルボ ベラルーシ) アレクセイ・ボロパエフ ( ロシア) | 体操             | 男子団体                          |
| 金     | エレーナ・グルドネワ ( ロシア) · タチアナ・グツー ( ウクライナ) · タチアナ・リセンコ ( ウクライナ) · スベトラーナ・ボギンスカヤ ( ベラルーシ) · オクサナ・チュソビチナ ( ウズベキスタン) · ローザ・ガリエワ ( ロシア) | 体操             | 女子団体                          |
| 金     | アンドレイ・ラブロフ ( ロシア) イゴール・ワシリエフ ( ロシア) ユーリ・ガブリコフ ( ウクライナ) アンドレイ・バルバチンスキー ( ベラルーシ) セルゲイ・ベベチコ ( ウクライナ) ワレリー・ゴピネ ( ロシア) ワシリー・クディノフ ( ロシア) タラント・ドゥイシェバエフ ( キルギス) ミハイル・ヤキモヴィチ ( ベラルーシ) オレグ・グレブネフ ( ロシア) オレグ・キセリョフ ( ロシア) イゴール・チュマク ( ロシア)                     | ハンドボール     | 男子                              |
| 金     | ナジム・グセイノフ ( アゼルバイジャン) | 柔道             | 男子60 kg以下級                   |
| 金     | ダヴィド・ハハレイシヴィリ ( グルジア) | 柔道             | 男子95 kg超級                     |
| 金     | グラトキア・ペトキアン ( アルメニア) | 射撃             | 男子50 mライフル3姿勢             |
| 金     | ユーリー・フェドキン ( ロシア) | 射撃             | 男子10 mエアライフル              |
| 金     | コンスタンチン・ルカシック ( ベラルーシ) | 射撃             | 男子50 mピストル                  |
| 金     | マリナ・ログビネンコ ( ロシア) | 射撃             | 女子10 mエアピストル              |
| 金     | マリナ・ログビネンコ ( ロシア) | 射撃             | 女子25mピストル                   |
| 金     | アレクサンドル・ポポフ ( ロシア) | 競泳             | 男子50 m自由形                    |
| 金     | アレクサンドル・ポポフ ( ロシア) | 競泳             | 男子100 m自由形                   |
| 金     | エフゲニー・サドウィ ( ロシア) | 競泳             | 男子200 m自由形                   |
| 金     | エフゲニー・サドウィ ( ロシア) | 競泳             | 男子400 m自由形                   |
| 金     | エレナ・ルドコフスカヤ ( ベラルーシ) | 競泳             | 女子100 m平泳ぎ                   |
| 金     | ドミトリー・レピコフ ( ロシア) ウラジミール・ピシネンコ ( ロシア) ベニアミン・タヤノビッチ ( ロシア) エフゲニー・サドウィ ( ロシア) | 競泳             | 男子4×200 m自由形リレー           |
| 金     | イスラエル・ミリトシアン ( アルメニア) | 重量挙げ         | 男子67.5 kg級                     |
| 金     | チューダー・キャサプ ( モルドバ) | 重量挙げ         | 男子75 kg級                       |
| 金     | アカキオス・カキャシビリス ( グルジア) | 重量挙げ         | 男子90 kg級                       |
| 金     | ヴィクトル・トレグボフ ( ロシア) | 重量挙げ         | 男子100 kg級                      |
| 金     | アレクサンドル・クルロビッチ ( ベラルーシ | 重量挙げ         | 男子110 kg超級                    |
| 金     | アルセン・ファザエフ ( ロシア) | レスリング       | 男子フリースタイル68 kg級         |
| 金     | マハルベク・ハダルツェフ ( ロシア) | レスリング       | 男子フリースタイル90 kg級         |
| 金     | レリ・ハベロフ ( グルジア) | レスリング       | 男子フリースタイル100 kg級        |
| 金     | オレグ・クチェレンコ ( ウクライナ) | レスリング       | 男子グレコローマン48 kg級         |
| 金     | ムナトサカン・イスカンダリアン ( アルメニア) | レスリング       | 男子グレコローマン74 kg級         |
| 金     | アレクサンドル・カレリン ( ロシア) | レスリング       | 男子グレコローマン130 kg級        |
| 銀     | オルガ・ブリズギナ ( ウクライナ) | 陸上             | 女子400 m                         |
| 銀     | リリア・ヌルトディノワ ( ロシア) | 陸上             | 女子800 m                         |
| 銀     | リュドミラ・ロガチョワ ( ロシア) | 陸上             | 女子1500 m                        |
| 銀     | タチアナ・ドロフスキフ ( ウクライナ) | 陸上             | 女子3000 m                        |
| 銀     | エレーナ・ニコラエワ ( ロシア) | 陸上             | 女子10 km競歩                     |
| 銀     | イゴール・アスタプコビッチ ( ベラルーシ) | 陸上             | 男子ハンマー投げ                  |
| 銀     | イリーナ・ベロワ ( ロシア) | 陸上             | 女子七種競技                      |
| 銀     | ナタリア・シコレンコ ( ベラルーシ) | 陸上             | 女子槍投げ                        |
| 銀     | イネッサ・クラベッツ ( ウクライナ) | 陸上             | 女子走幅跳                        |
| 銀     | イゴール・トランデンコフ ( ロシア) | 陸上             | 男子棒高跳                        |
| 銀     | オルガ・ボゴスロフスカヤ ( ロシア) ガリーナ・マルチュギナ ( ロシア) マリーナ・トランデンコワ ( ロシア) イリーナ・プリワロワ ( ロシア) | 陸上             | 女子4×100 mリレー                 |
| 銀     | ロスチスラフ・ザウリチニ ( ウクライナ) | ボクシング       | 男子ライトヘビー級                |
| 銀     | ミハウ・シルヴィンスキー ( ウクライナ) | カヌー           | 男子カナディアンシングル500 m     |
| 銀     | イリーナ・ラシュコ ( ロシア) | 飛び込み         | 女子3m飛板飛び込み                |
| 銀     | エレナ・ミロシナ ( ロシア) | 飛び込み         | 女子10 m高飛び込み                |
| 銀     | パベル・コロブコフ ( ロシア) | フェンシング     | 男子エペ個人                      |
| 銀     | セルゲイ・ゴルビツキー ( ウクライナ) | フェンシング     | 男子フルーレ個人                  |
| 銀     | グリゴリー・ミシューチン ( ウクライナ) | 体操             | 男子個人総合                      |
| 銀     | グリゴリー・ミシューチン ( ウクライナ) | 体操             | 男子床                            |
| 銀     | グリゴリー・ミシューチン ( ウクライナ) | 体操             | 男子跳馬                          |
| 銀     | グリゴリー・ミシューチン ( ウクライナ) | 体操             | 男子鉄棒                          |
| 銀     | タチアナ・グツー ( ウクライナ) | 体操             | 女子段違い平行棒                  |
| 銀     | エドゥアルド・ゼノフカ ( ロシア) アナトリー・スタロスティン ( ロシア) ドミトリー・スワトコフスキー ( ロシア) | 近代五種         | 男子団体                          |
| 銀     | セルゲイ・ピジャノフ ( ロシア) | 射撃             | 男子10 mエアピストル              |
| 銀     | アナトリー・アスラバイエフ ( ウズベキスタン) | 射撃             | 10 mランニングターゲット          |
| 銀     | ウラジミール・セルコフ ( ロシア) | 競泳             | 男子200 m背泳ぎ                   |
| 銀     | パブロ・フニキン ( ウクライナ) ゲンナジー・プリゴダ ( ロシア) ユーリ・バシカトフ ( モルドバ) アレクサンドル・ポポフ ( ロシア) | 競泳             | 男子4×100 m自由形リレー           |
| 銀     | ウラジミール・セルコフ ( ロシア) ヴァシリー・イワノフ ( ロシア) パブロ・フニキン ( ウクライナ) アレクサンドル・ポポフ ( ロシア) | 競泳             | 男子4×100 mメドレーリレー         |
| 銀     | ワレンティナ・オギエンコ ( ロシア) ナターリヤ・モロゾワ ( ロシア) マリナ・ニクーリナ ( ロシア) エレーナ・チューリナ ( ロシア) イリーナ・スミルノーワ ( ロシア) タチアナ・シドレンコ ( ロシア) タチアナ・メンソーワ ( カザフスタン) エフゲーニャ・アルタモノワ ( ロシア) ガリナ・レベデワ ( ロシア) スベトラーナ・バシレフスカヤ ( ロシア) エレーナ・チェブキナ ( カザフスタン) スベトラーナ・コリトワ ( ロシア)             | バレーボール     | 女子                              |
| 銀     | セルゲイ・シルツォフ ( ウズベキスタン) | 重量挙げ         | 男子90 kg級                       |
| 銀     | チムール・タイマゾフ ( ウクライナ) | 重量挙げ         | 男子100 kg級                      |
| 銀     | アルトゥール・アコエフ ( ロシア) | 重量挙げ         | 男子110 kg級                      |
| 銀     | レオニード・タラネンコ ( ベラルーシ) | 重量挙げ         | 男子110 kg超級                    |
| 銀     | セルゲイ・スマル ( ベラルーシ) | レスリング       | 男子フリースタイル57 kg級         |
| 銀     | エルマジ・ヤブライロフ ( ロシア) | レスリング       | 男子フリースタイル82 kg級         |
| 銀     | アルフレッド・ムクルキアン ( アルメニア) | レスリング       | 男子グレコローマン52 kg級         |
| 銀     | セルゲイ・マルチノフ ( ロシア) | レスリング       | 男子グレコローマン57 kg級         |
| 銀     | イスラム・ドグチエフ ( ロシア) | レスリング       | 男子グレコローマン62 kg級         |
| 銅     | ナタリア・ワレーワ ( モルドバ) | アーチェリー     | 女子個人                          |
| 銅     | ナタリア・ワレーワ ( モルドバ) ハトゥナ・クブリビシビリ ( グルジア) リュドミラ・アルザニコワ ( ロシア) | アーチェリー     | 女子団体                          |
| 銅     | イリーナ・プリワロワ ( ロシア) | 陸上             | 女子100 m                         |
| 銅     | イゴール・ニクリン ( ロシア) | 陸上             | 男子ハンマー投げ                  |
| 銅     | ビアチェスラフ・ライコ ( ロシア) | 陸上             | 男子砲丸投げ                      |
| 銅     | ラマジ・パリアニ ( グルジア) | ボクシング       | 男子フェザー級                    |
| 銅     | ドミトリー・サウティン ( ロシア) | 飛び込み         | 男子3m飛板飛び込み                |
| 銅     | タチアナ・サドフスカヤ ( ロシア) | フェンシング     | 女子フルーレ個人                  |
| 銅     | パベル・コロブコフ ( ロシア) アンドレイ・シュバロフ ( ロシア) セルゲイ・クラフチュク ( ウクライナ) セルゲイ・コスタレフ ( ロシア) バレリー・ザハレビッチ ( ウズベキスタン) | フェンシング     | 男子エペ団体                      |
| 銅     | ワレリー・ベレンキ ( アゼルバイジャン) | 体操             | 男子個人総合                      |
| 銅     | イゴール・コロブチンスキー ( ウクライナ) | 体操             | 男子平行棒                        |
| 銅     | タチアナ・リセンコ ( ウクライナ) | 体操             | 女子跳馬                          |
| 銅     | タチアナ・グツー ( ウクライナ) | 体操             | 女子床                            |
| 銅     | オクサナ・スカルディーナ ( ウクライナ) | 新体操           | 女子個人総合                      |
| 銅     | スベトラーナ・ボグダノワ ( ロシア) ナタリア・デリュギナ (( ウクライナ)) ガリナ・オノプリエンコ ( ロシア) タチアナ・ゴルブ (( ウクライナ)) ナタリア・モルスコワ ( ロシア) リュドミラ・グズ ( ロシア) スベトラーナ・プリャヒナ (( ロシア)) ナタリア・アニシモワ ( ロシア) ガリナ・ボルゼンコワ ( ロシア) タチアナ・ザンジャガワ ( ロシア)                                                                                     | ハンドボール     | 女子                              |
| 銅     | ドミトリー・セルゲイエフ ( ロシア) | 柔道             | 男子95 kg以下級                   |
| 銅     | エレーナ・ペトロワ ( ロシア) | 柔道             | 女子61 kg以下級                   |
| 銅     | エドゥアルド・ゼノフカ ( ロシア) | 近代五種         | 男子個人                          |
| 銅     | アントニナ・ゼリコビッチ ( ロシア) タチアナ・ウスチウザニナ ( ウクライナ) エカテリーナ・カルステン ( ベラルーシ) エレーナ・フロプセワ ( ベラルーシ) | ボート           | 女子クワドプルスカル              |
| 銅     | ウラジミール・ウォフミャニン ( カザフスタン) | 射撃             | 男子25mラピッドファイアーピストル |
| 銅     | ニーナ・ジバネフスカヤ ( ロシア) オルガ・キリチェンコ ( ウクライナ) ナアリア・メシェリャコワ ( モルドバ) エレーナ・ルドコフスカヤ ( ベラルーシ) | 競泳             | 女子4×100 mメドレーリレー         |
| 銅     | アンドレイ・チェルカソフ ( ロシア) | テニス           | 男子シングルス                    |
| 銅     | ナターシャ・ズベレワ ( ベラルーシ) レイラ・メスヒ ( グルジア) | テニス           | 女子ダブルス                      |
| 銅     | ドミトリー・アパナセンコ ( ロシア) アンドレイ・ベロファストフ ( ロシア) エフゲニー・チャロノフ ( ロシア) ドミトリー・ゴルシコフ ( ロシア) ウラジーミル・カラブトフ ( ロシア) アレクサンドル・コロトフ ( ロシア) アレクサンドル・コワレンコ ( ロシア) ニコライ・コズロフ ( ロシア) セルゲイ・マルコッチ ( ロシア) セルゲイ・ナウモフ ( ロシア) アレクサンドル・オゴロドニコフ ( ロシア) アレクサンドル・トチグイル ( ロシア) | 水球             | 男子                              |
| 銅     | ブガー・オルゼフ ( ベラルーシ) | レスリング       | 男子フリースタイル48 kg級         |
| 銅     | ダビド・ゴベジシビリ ( グルジア) | レスリング       | 男子フリースタイル130 kg級        |
| 銅     | ダウレット・ツルリハノフ ( カザフスタン) | レスリング       | 男子グレコローマン82 kg級         |
| 銅     | ゴギ・コグアシビリ ( ロシア) | レスリング       | 男子グレコローマン90 kg級         |
| 銅     | セルゲイ・デミャシケビッチ ( ベラルーシ) | レスリング       | 男子グレコローマン100 kg級        |